# Вільяманьян
Вільяманьян (ісп. Villamañán) — муніципалітет в Іспанії, у складі автономної спільноти Кастилія-і-Леон, у провінції Леон. Населення — 1282 особи (2010).
Муніципалітет розташований на відстані близько 260 км на північний захід від Мадрида, 31 км на південь від Леона.
На території муніципалітету розташовані такі населені пункти: (дані про населення за 2010 рік)
- Бенамар'єль: 78 осіб
- Вільясе: 108 осіб
- Вільяманьян: 939 осіб
- Вільякальв'єль: 63 особи
- Сан-Естебан: 94 особи

## Демографія
Динаміка населення (INE ):